# Viscount Hampden

Henry Brand, 1. Viscount Hampden

Viscount Hampden ist ein erblicher britischer Adelstitel, der je einmal in der Peerage of Great Britain und in der Peerage of the United Kingdom geschaffen wurde.

## Verleihungen
Der Titel wurde erstmals am 14. Juni 1776 in der Peerage of Great Britain an den Diplomaten und Politiker Robert Hampden, 4. Baron Trevor, verliehen. Er hatte über mehrere Jahre das Amt des Postmaster General inne. Er hatte bereits 1764 von seinem Bruder den Titel 4. Baron Trevor geerbt, der 1712 seinem Vater verliehen worden war. Die Baronie wurde fortan als nachgeordneter Titel des jeweiligen Viscounts geführt. Beide Titel erloschen 1824 mit dem Tode des 3. Viscounts.
In zweiter Verleihung wurde am 4. März 1884 in der Peerage of the United Kingdom der Titel Viscount Hampden, of Glynde in the County of Sussex, an den liberalen Politiker und langjährigen Speaker des House of Commons Sir Henry Brand. Er erbte 1890 beim Tod seines älteren Bruders den Titel 23. Baron Dacre, eine alte englische Baronie aus dem Jahre 1321. Als der 4. Viscount 1965 ohne männliche Abkömmlinge verstarb, fiel die Viscountswürde an seinen jüngeren Bruder. Der Titel des Baron Dacre konnte demgegenüber auch in der weiblichen Linie vererbt werden und fiel in Abeyance zwischen seinen Töchtern Rachel und Tessa. Familiensitz des Viscounts zweiter Verleihung ist Glynde Place bei Lewes in Sussex.
In beiden Verleihungen stammen die Titelinhaber in weiblicher Linie von dem John Hampden († 1643), einem Führer der bürgerlichen Revolution während des Englischen Bürgerkrieges ab.

## Liste der Viscounts Hampden

### Viscounts Hampden, erste Verleihung (1776)
- Robert Hampden-Trevor, 1. Viscount Hampden (1706–1783)
- Thomas Hampden-Trevor, 2. Viscount Hampden (1746–1824)
- John Hampden-Trevor, 3. Viscount Hampden (1749–1824)

### Viscounts Hampden, zweite Verleihung (1884)
- Henry Bouverie William Brand, 1. Viscount Hampden (1814–1892)
- Henry Robert Brand, 2. Viscount Hampden (1841–1906)
- Thomas Walter Brand, 3. Viscount Hampden (1869–1958)
- Thomas Henry Brand, 4. Viscount Hampden (1900–1965)
- David Francis Brand, 5. Viscount Hampden (1902–1975)
- Anthony David Brand, 6. Viscount Hampden (1937–2008)
- Francis Anthony Brand, 7. Viscount Hampden  (* 1970)

Voraussichtlicher Titelerbe (Heir apparent) ist der Sohn des jetzigen Viscounts, Hon. Lucian Anthony Brand (* 2005).